# Bintang Hu (Batee)
Bintang Hu is een bestuurslaag in het regentschap Pidie van de provincie Atjeh, Indonesië. Bintang Hu telt 450 inwoners (volkstelling 2010).